# Frank Hoste
Pour les articles homonymes, voir Hoste.
Frank Hoste, né le 29 août 1955 à Gand, est un coureur cycliste belge. Professionnel de 1977 à 1991, il a notamment remporté cinq étapes du Tour de France et son classement par points en 1984, le championnat de Belgique sur route en 1982 et la classique Gand-Wevelgem la même année.

## Biographie
En 1976, Frank Hoste participe à la course en ligne des Jeux olympiques à Montréal au Canada. Il en prend la 36e place. Il devient coureur professionnel en 1977 au sein de l'équipe IJsboerke. Il devient en 2011 directeur de la course Gand-Wevelgem, classique flandrienne qu'il a remportée en 1982.

## Palmarès

### Palmarès amateur
- 1975
  - Chênêe-Marche-Chênêe
  - 3e du championnat de Belgique de l'américaine amateurs
- 1976
  -  Champion de Belgique de l'américaine amateurs (avec Ferdi Van den Haute)
  - Paris-Vailly
  - 3e de la Flèche ardennaise
  - 3e du Tour de la province de Namur
- 1977
  - 2e du championnat de Belgique sur route amateurs
  - 2e du Circuit du Westhoek
  - 3e de Paris-Vailly
  - 3e de Bruxelles-Opwijk

### Palmarès professionnel
- 1977
  - 3e du GP Union Dortmund
- 1978
  - Grand Prix de Denain
  - 2e du Grand Prix de Fayt-le-Franc
  - 2e du Grand Prix Frans Verbeeck
  - 2e de À travers la Belgique
  - 2e du Grote Prijs Dr. Eugeen Roggeman
  - 3e du Stadsprijs Geraardsbergen
  - 3e du Grand Prix Jef Scherens
  - 3e du Circuit du Sud-Ouest
- 1979
  - 2e du Grand Prix E3
  - 2e du Grand Prix de l'Escaut
  - 2e de la Course des raisins
  - 2e du Stadsprijs Geraardsbergen
  - 3e du Circuit Het Nieuwsblad
  - 3e de la Ruddervoorde Koerse
- 1980
  - Flèche de Liedekerke
  - 2e du Grand Prix Betekom
  - 2e du Circuit de Niel
- 1981
  - 3e étape des Quatre Jours de Dunkerque
  - Prologue du Tour méditerranéen
  - À travers la Belgique
  - 1reb et 4e étapes du Tour de France (contre-la-montre par équipes)
  - 2e du Championnat des Flandres
  - 2e du Circuit des frontières
  - 2e du Prix de Saint-Amands
  - 3e de l'Étoile de Bessèges
- 1982
  -  Champion de Belgique sur route
  - Gand-Wevelgem
  - Quatre Jours de Dunkerque :
    - Classement général
    - 3e étape

  - 8e et 9ea (contre-la-montre par équipes) étapes du Tour de France
- 1983
  - 5ea et 5eb (contre-la-montre) étapes du Tour d'Andalousie
  - 2e et 3ea étapes du Tour des Trois Provinces
  - 2e étape des Trois Jours de La Panne
  - 16ea étape du Tour d'Italie
  - 1re, 2e et 8e étapes du Tour de Suisse
  - Grand Prix de Brasschaat
  - 1re et 3ea étapes du Tour de Catalogne
  - 3e de Gand-Wevelgem
  - 3e du Grand Prix de l'Escaut
  - 8e de Paris-Roubaix
- 1984
  - 2ea et 4e étapes du Tour d'Aragon
  - Grand Prix de Wallonie
  - Tour de France :
    -  Classement par points
    - 1re, 6e et 21e étapes

  - 2e du Trophée Luis Puig
  - 3e du championnat de Belgique sur route
  - 3e du Championnat des Flandres
- 1985
  - 5ea étape du Tour d'Andalousie
  - 2e (contre-la-montre par équipes) et 6e étapes du Tour d'Italie
  - 2e du GP Europa
- 1986
  - 15e étape du Tour de France
  - Grand Prix du canton d'Argovie
  - 1re et 3e étapes du Tour de Catalogne
  - 2e du Grand Prix de Hannut
  - 9e de Créteil-Chaville
- 1987
  - 2e de la Deutsche Weinstrasse
- 1988
  - 4ea étape du Tour de Luxembourg
  - 2e du Circuit du Houtland
  - 3e de la Flèche côtière
  - 3e du Grand Prix du canton d'Argovie
- 1989
  - 2e du Grand Prix de l'Escaut
- 1990
  - Omloop van de Westkust

### Résultats sur les grands tours

#### Tour de France
8 participations
- 1980 : abandon (14e étape)
- 1981 : 95e, vainqueur des 1reb et 4e étapes (contre-la-montre par équipes)
- 1982 : non-partant (17e étape), vainqueur des 8e et 9ea (contre-la-montre par équipes) étapes
- 1984 : 100e,  vainqueur du classement par points et des 1re, 6e et 21e étapes
- 1986 : 116e, vainqueur de la 15e étape
- 1987 : abandon (14e étape)
- 1988 : 124e
- 1989 : disqualifié (10e étape)

#### Tour d'Italie
5 participations
- 1983 : 114e, vainqueur de la 16ea étape
- 1985 : 117e, vainqueur des 2e (contre-la-montre par équipes) et 6e étapes
- 1986 : 136e
- 1987 : 119e
- 1989 : 125e